# Saint-Florent (Deux-Sèvres)
Pour les articles homonymes, voir Saint-Florent.
Saint-Florent est une ancienne commune française du département des Deux-Sèvres. Elle fait partie de la commune de Niort depuis le 1er janvier 1969.

## Histoire
L'église Saint-Florent, consacrée à un apôtre de la région, date du XIe siècle, construite à l'emplacement d'une église datant au moins de l'époque mérovingienne. En 2015 des fouilles mettent au jour cent soixante-sept tombes mérovingiennes, près de l'église Saint-Florent.
Le 1er janvier 1969, la commune de Saint-Florent est rattachée à celle de Niort sous le régime de la fusion simple.

## Démographie
| 1793 | 1800 | 1806 | 1821 | 1831 | 1836 | 1841 | 1846 | 1851 |
| ---- | ---- | ---- | ---- | ---- | ---- | ---- | ---- | ---- |
| 509  | 595  | 540  | 665  | 813  | 883  | 900  | 951  | 987  |

| 1856  | 1861  | 1866  | 1872  | 1876  | 1881  | 1886  | 1891  | 1896  |
| ----- | ----- | ----- | ----- | ----- | ----- | ----- | ----- | ----- |
| 1 006 | 1 063 | 1 157 | 1 217 | 1 262 | 1 418 | 1 625 | 1 668 | 1 700 |

| 1901  | 1906  | 1911  | 1921  | 1926  | 1931  | 1936  | 1946  | 1954  |
| ----- | ----- | ----- | ----- | ----- | ----- | ----- | ----- | ----- |
| 1 754 | 1 806 | 1 825 | 1 906 | 2 023 | 2 192 | 2 448 | 2 790 | 2 876 |

| 1962  | 1968  | - | - | - | - | - | - | - |
| ----- | ----- | - | - | - | - | - | - | - |
| 3 644 | 4 925 | - | - | - | - | - | - | - |

## Lieux et monuments
- Église Saint-Florent, les parties les plus anciennes remontent au XIe siècle